# Adam Nelson
Adam Nelson (Atlanta, Estados Unidos, 7 de julio de 1975) es un atleta estadounidenses, uno de los mejores especialistas en la prueba de lanzamiento de peso, con la que ha logrado ser campeón olímpico en Atenas 2004 y campeón mundial en Helsinki 2005.

## Carrera deportiva
En los JJ. OO. de Atenas 2004 gana el oro con un lanzamiento de 21,15 metros, quedando por delante del danés Joachim Olsen y del español Manuel Martínez.
Al año siguiente en el Mundial de Helsinki 2005 vuelve a ganar la medalla de oro, esta vez con un lanzamiento de 21,73 metros que fue su mejor marca personal, quedando por delante del neerlandés Rutger Smith y el alemán Ralf Bartels (bronce).
Además, ha conseguido una medalla de plata en las Olimpiadas de Sídney 2000 y tres medallas de plata en los mundiales de Edmonton 2001, París 2003 y Osaka 2007.